# Sorbonne Université
Sorbonne Université is een Franse universiteit in Parijs (her)opgericht op 1 januari 2018 uit de fusie van de Université Paris-Sorbonne (Paris IV) en de Universiteit Pierre en Marie Curie (Paris VI). Deze onderzoeksuniversiteit heeft conform het fusiedecreet van 21 april 2017 het Franse statuut van een EPSCP (Établissement public à caractère scientifique, culturel et professionnel). De universiteit is gestructureerd met drie faculteiten: de faculteit der Letteren, de faculteit der Wetenschappen en Ingenieurswetenschappen en de faculteit Geneeskunde.
Hoewel juridisch zeker niet sluitend, ziet de universiteit zelf zich als de opvolger van de Sorbonne, de Universiteit van Parijs en beroept zich op een universitaire geschiedenis aangevat in 1257, en claimt de oudste Franstalige universiteit ter wereld te zijn, en in Europa de op twee na oudste na de Universiteit van Bologna en de Universiteit van Oxford. De befaamde Universiteit van Parijs heeft echter 12 opvolgers, waaronder ook de Universiteit Parijs 1 Panthéon-Sorbonne, die vandaag de dag nog veel voorzieningen delen. De Sorbonne Université positioneert zich echter expliciet zo, onder meer met het motto "Créateurs de futurs depuis 1257" en het logo met in de S gestileerd het zicht van de koepel van de Sint-Ursulakapel van de Sorbonne. Dat de universiteit na de Franse revolutie een tijd gesloten was is een lot dat de instelling deelt met vele Europese universiteiten. De geschiedenis van splitsing in 1970 en achtereenvolgende fusieoperaties in het begin van de 21e eeuw geven ook een zekere continuiteit.
Sorbonne Université is lid van LERU en UNICA.
Amsterdam (UvA) ·
Barcelona ·
Cambridge ·
Edinburgh ·
Freiburg ·
Genève ·
Heidelberg ·
Helsinki ·
Leiden ·
Leuven ·
Londen (UCL) ·
Lund ·
Milaan ·
München (LMU) ·
Oxford ·
Parijs (Sorbonne) ·
Parijs-Saclay ·
Stockholm (Karolinska-instituut) ·
Straatsburg (Louis Pasteur) ·
Utrecht ·
Zürich
Albanië: Universiteit van Tirana, Technische Hogeschool van Tirana · 
België: Vrije Universiteit Brussel, Université libre de Bruxelles · 
Bulgarije: Sofia Universiteit St. Kliment Ohridski · 
Cyprus: Universiteit van Cyprus · 
Duitsland: Vrije Universiteit Berlijn, Humboldtuniversiteit · 
Denemarken: Universiteit van Kopenhagen · 
Estland: Technische Universiteit Tallinn, Universiteit van Tallinn · 
Finland: Universiteit van Helsinki · 
Frankrijk: Sorbonne Université, Université Sorbonne-Nouvelle, Universiteit Paris-Dauphine ·
Griekenland: Universiteit van Athene · 
Hongarije: Loránd Eötvös-universiteit · 
Ierland: Nationale Universiteit van Ierland, Dublin · 
Italië: Universiteit Sapienza Rome, Universiteit van Rome Tor Vergata, Roma Tre-universiteit · 
Kroatië: Universiteit van Zagreb · 
Letland: Universiteit van Letland · 
Litouwen: Universiteit van Vilnius · 
Nederland: Universiteit van Amsterdam · 
Noord-Macedonië: Universiteit van Skopje · 
Noorwegen: Universiteit van Oslo · 
Oostenrijk: Universiteit van Wenen · 
Polen: Universiteit van Warschau · 
Portugal: Universiteit van Lissabon · 
Roemenië: Universiteit van Boekarest · 
Rusland: Staatsuniversiteit van Moskou · 
Slowakije: Comenius Universiteit Bratislava · 
Slovenië: Universiteit van Ljubljana · 
Spanje: Autonome Universiteit van Madrid, Complutense-universiteit van Madrid · 
Tsjechië: Karelsuniversiteit Praag · 
Verenigd Koninkrijk: University College London · 
IJsland: Universiteit van IJsland · 
Zweden: Universiteit van Stockholm · 
Zwitserland: Universiteit van Lausanne